# Jean-Baptiste Vuillaume
Jean-Baptiste Vuillaume (ur. 7 października 1798 w Mirecourt, zm. 19 marca 1875 w Paryżu) – francuski lutnik.

## Życiorys
Pochodził z rodziny lutników, pobierał nauki w rodzinnym Mirecourt u wuja, Claude’a-François Vuillaume’a. W 1818 roku przyjechał do Paryża, gdzie początkowo pracował u François Chanota, a w 1821 roku podjął pracę u budowniczego organów Simona Létégo. W 1825 roku został wspólnikiem Létégo, a w 1827 roku założył własny warsztat lutniczy. Nie mogąc znaleźć nabywców swoich instrumentów, zaczął kopiować skrzypce i wiolonczele włoskich mistrzów, m.in. Stradivariego. Zbudował około 3 tysięcy instrumentów. Niektóre z nich sygnowane zostały jako rzekome dzieła Caspara Tieffenbruckera, mistyfikację tę zdemaskowano dopiero w XX wieku. Zgromadził także bogatą kolekcję historycznych instrumentów smyczkowych, po śmierci włoskiego kupca Luigiego Tarisia w 1854 roku nabył jego zbiory.
Osiągnął mistrzostwo w kopiowaniu instrumentów włoskich mistrzów lutnictwa, podparte wnikliwymi studiami i dbałością o jakość wykonania. Korzystał z najlepszych dostępnych gatunków drewna, które pozyskiwał m.in. z rozbiórki zabytkowych mebli. Eksperymentował z metodami produkcji lakieru. Tworzył też tańsze instrumenty do użytku pedagogicznego i smyczki. Jego instrumenty nagradzane były na wystawach światowych: w Londynie (1851) i Paryżu (1855). W 1851 roku został odznaczony orderem Legii Honorowej.
Budował własne instrumenty, skonstruował m.in. wielki trzystrunowy kontrabas zwany oktobasem o długości ponad 3,5 m i ze strunami skracanymi za pomocą trzech pedałów (1849–1851) oraz powiększoną altówkę zwaną contralto (1855). Eksperymentował także z konstrukcją smyczka.